# Hércules (2014)
Hercules (no Brasil e em Portugal: Hércules) é um filme norte-americano de ação e fantasia, dirigido por Brett Ratner. O roteiro é baseado na graphic novel da Radical Comics, Hercules: The Thracian Wars (em português, "Hércules: As Guerras Trácias"). Distribuído em conjunto pela Paramount Pictures e MGM. Lançado em 25 de julho de 2014.
É um dos dois filmes de 2014 produzidos por estúdios diferentes de Hollywood com o herói grego. O outro é The Legend of Hercules da Summit Entertainment.

## Elenco
| Personagem            | Ator                  |
| --------------------- | --------------------- |
| Hércules              | Dwayne Johnson        |
| Cotys/Rei de Trácia   | John Hurt             |
| Anfiarau              | Ian McShane           |
| Autólico              | Rufus Sewell          |
| Iolaus                | Reece Ritchie         |
| Ergenia               | Rebecca Ferguson      |
| Rei Euristeu          | Joseph Fiennes        |
| Atalanta              | Ingrid Bolsø Berdal   |
| Tideu                 | Aksel Hennie          |
| Líder Guerreiro Bessi | Ian Whyte             |
| Mégara                | Irina Shayk           |
| Resus                 | Tobias Santlemann     |
| Fineu                 | Joe Anderson          |
| Sitacles              | Peter Mullan          |
| Alcmena               | Karolina Szymczak     |
| Carrasco              | Robert Maillet        |
| Antimache             | Barbara Palvin        |
| Stephanos             | Stephen Peacocke      |
| Gryza                 | Christopher Fairbank  |
| Megera                | Caroline Boulton      |
| Soldado de Cotys#1    | Matt Devere           |
| Soldado de Cotys # 2  | Máté Haumann          |
| Nicolaus              | Robert Whitelock      |
| Demetrius             | Nicholas Moss         |
| Estalajadeiro         | Scott Alexander Young |
| Tenente Markos        | John Cross            |
| Arius                 | Isaac Andrews         |
| Guerreiro Bessi       | Adam Skardelli        |
| Oyley (não creditado) | Krasen Belev          |
| Nobre (sem créditos)  | Benjamin Blankenship  |

## Recepção
Hercules teve recepção mista por parte da crítica especializada. O site agregador de críticas Rotten Tomatoes relata uma taxa de aprovação de 58% com base em 123 críticas, com uma classificação média de 5,4/10. O consenso dos críticos do site diz: “Hércules tem Brett Ratner atrás das câmeras e Dwayne Johnson arrasando na tanga – e oferece exatamente o que qualquer pessoa razoável que leia essa descrição pode esperar”. Com base de 25 avaliações profissionais, alcançou uma pontuação de 47 em 100 no Metacritic. O público consultado pelo CinemaScore deu ao filme uma nota média de “B+” em uma escala de A+ a F.

## Ligações Externas
- «Sítio oficial»